# Borgo Chiese
Borgo Chiese est une commune italienne d'environ 2 100 habitants située dans la province autonome de Trente dans la région du Trentin-Haut-Adige dans le nord-est de l'Italie. Créée le 1er janvier 2016, elle est issue de la fusion des communes de Brione, Cimego et Condino.
Les communes limitrophes sont  Bagolino, Breno, Castel Condino, Ledro, Pieve di Bono-Prezzo, Storo et Valdaone.